# Voorverkiezingen in Missouri 2008
De primary van Missouri is een voorverkiezing die in 2008 op 5 februari werd gehouden, de dag van Super Tuesday. Barack Obama en John McCain wonnen.

## Democraten
| Legenda: | Teruggetrokken voor de caususes |

| Missouri Democratische primary 2008 | Missouri Democratische primary 2008 | Missouri Democratische primary 2008 | Missouri Democratische primary 2008 |
| Kandidaat                           | Stemmen                             | Percentage                          | Nationale gedelegeerden             |
| ----------------------------------- | ----------------------------------- | ----------------------------------- | ----------------------------------- |
| Barack Obama                        | 406.917                             | 49,20%                              | 36                                  |
| Hillary Clinton                     | 395.185                             | 47,90%                              | 36                                  |
| John Edwards                        | 16.736                              | 2,02%                               | 0                                   |
| Dennis Kucinich                     | 820                                 | 0,10%                               | 0                                   |
| Bill Richardson                     | 689                                 | 0,08%                               | 0                                   |
| Joe Biden                           | 629                                 | 0,08%                               | 0                                   |
| Mike Gravel                         | 438                                 | 0,05%                               | 0                                   |
| Christopher Dodd                    | 250                                 | 0,03%                               | 0                                   |
| Ralph Spelbring                     | 220                                 | 0,03%                               | 0                                   |
| Neutraal                            | 3.142                               | 0,38%                               | 0                                   |
| Totaal                              | 827.107                             | 100,00%                             | 72                                  |

## Republikeinen
| Kandidaten           | Stemmen | Percentage | Nationale gedelegeerden |    |
| -------------------- | ------- | ---------- | ----------------------- | -- |
| John McCain          | 194.053 | 32,96%     | 32                      | 58 |
| Mike Huckabee        | 185.642 | 31,53%     | 72                      | 0  |
| Mitt Romney          | 172.329 | 29,27%     | 12                      | 0  |
| Ron Paul             | 26,464  | 4.50%      | 0                       | 0  |
| Rudy Giuliani*       | 3.593   | 0,61%      | 0                       | 0  |
| Fred Thompson*       | 3.102   | 0,53%      | 0                       | 0  |
| Alan Keyes           | 892     | 0,15%      | 0                       | 0  |
| Duncan Hunter*       | 307     | 0,05%      | 0                       | 0  |
| Virgil Wiles         | 124     | 0,02%      | 0                       | 0  |
| Tom Tancredo*        | 107     | 0,02%      | 0                       | 0  |
| Daniel Ayers Gilbert | 88      | 0,01%      | 0                       | 0  |
| Hugh Cort            | 46      | 0,01%      | 0                       | 0  |
| Neutraal             | 2.097   | 0,35%      | 0                       | 0  |
| Totaal               | 588.720 | 100%       | 116                     | 58 |

* Teruggetrokken voor de primary